# Bundesliga de 1968–69
A Primeira Divisão do Campeonato Alemão de Futebol da temporada 1968-1969, denominada oficialmente de Fußball-Bundesliga 1968-1969, foi a 6º edição da principal divisão do futebol alemão. O campeão foi o FC Bayern München que conquistou seu 2º título na história do Campeonato Alemão.

## Premiação
| 1. Fußball-Bundesliga 1968-1969       |
| Baviera                               |
| ------------------------------------- |
| FC BAYERN MÜNCHEN Campeão (2º título) |

## Artilharia
|   | País       | Jogador        | Clube                    | Gols |
| - | ---------- | -------------- | ------------------------ | ---- |
| 1 | Alemanha   | Gerd Müller    | FC Bayern München        | 30   |
| 2 | Alemanha   | Uwe Seeler     | Hamburger SV             | 23   |
| 3 | Jugoslávia | Josip Skoblar  | Hannover 96              | 18   |
| 4 | Alemanha   | Werner Görts   | Werder Bremen            | 15   |
|   | Alemanha   | Herbert Laumen | Borussia Mönchengladbach | 15   |
|   | Alemanha   | Hartmut Weiß   | Eintracht Braunschweig   | 15   |